# Henry Morton Stanley

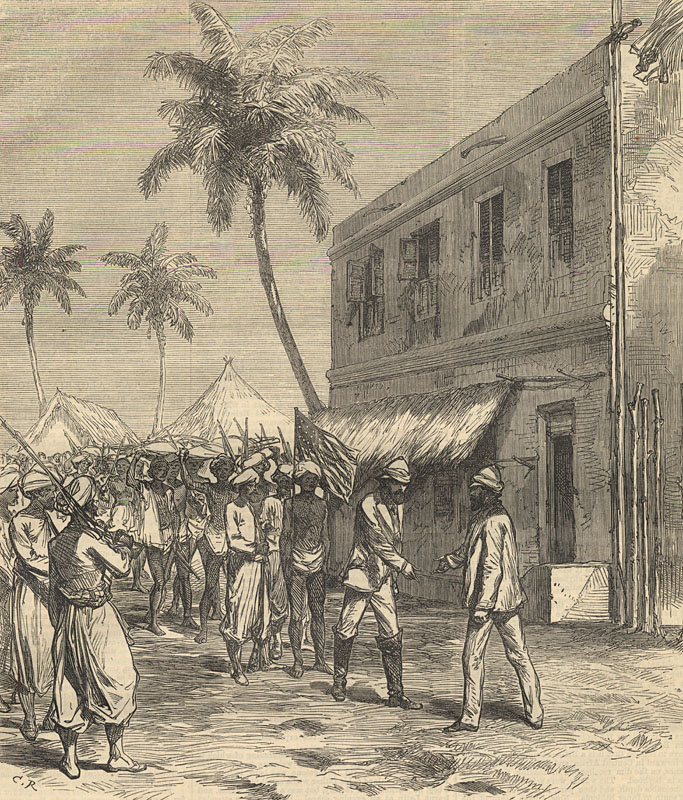
Mötet mellan Henry Morton Stanley och David Livingstone vid Ujiji 1871, i de södra delarna av dagens Kigoma.

Henry Morton Stanley, ursprungligen John Rowlands, född 28 januari 1841 i Denbigh, Denbighshire, Wales, död 10 maj 1904 i London, var en brittisk-amerikansk journalist, upptäcktsresande och kolonisatör.

## Uppväxt och tidigt liv
Henry Morton Stanleys far dog när han var två år och modern kunde inte ensam ta hand om honom. Han hamnade i stället på barnhem. När han var 20 år kom han som skeppspojke till New Orleans där han fick arbete hos en affärsman som hette Stanley, vars namn han något senare antog. Han deltog i det amerikanska inbördeskriget i sydstatsarmén men tillfångatogs och blev 1862 matros i nordstaternas flotta. Hans tidningsartiklar om upplevelserna i kriget skaffade honom anställning i New York Herald. Som denna tidnings korrespondent deltog han 1867–1868 i engelska fälttåget i Abessinien, bevistade 1868 upproret på Kreta och revolutionen i Spanien. 1869 fick han hemligt uppdrag av sin tidning för att leta efter missionären David Livingstone i Afrika. Efter att först ha skildrat Suezkanalens öppnande, besökt Krim och gjort en äventyrlig resa genom Persien for han från Bombay till Zanzibar och organiserade där sin expedition till Afrikas inre. Den 10 november 1871 påträffade han Livingstone i Ujiji  vid Tanganyikasjöns östra strand. Stanley skall då ha yttrat de berömda orden Doctor Livingstone, I presume? (Doktor Livingstone, förmodar jag). Återkommen till England skrev han 1872 boken "How I found Livingstone". Som New York Heralds korrespondent deltog han 1872 i engelsmännens krigsföretag i Ashanti i Ghana, vilket han, tillsammans med den tidigare nämnda expeditionen till Abessinien, skildrade i Coomassie and Magdala 1874.

## Upptäcktsresor
År 1873 ställde New York Herald och Daily Telegraph Stanley i spetsen för en stor och välutrustad expedition med uppgift att klarlägga Centralafrikas geografi. Tillsammans med tre britttiska följeslagare startade Stanley 1874 från Zanzibar och 9 augusti 1877 anlände han till Kongoflodens mynning. Han hade visat att Victoriasjön var en enda sjö och inte en samling av sjöar, upptäckt en ny sjö, Edwardsjön, ytterligare fastställt att Tanganjikasjön inte var förbunden med Nilen samt följt Kongoflodens lopp från Nyangwe till Atlanten. Med expeditionen löstes de flesta av de centralafrikanska geografiska problem som länge sysselsatt västvärldens geografer. Stanleys skildring av färden Through the dark continent utkom 1878.

## Verksamhet i Kongo
Efter att förgäves ha sökt intressera engelska affärsmän för det inre Kongo fick Stanley stöd av kung Leopold II av Belgien. 1879–1884 var han livligt verksam i Kongo, anlade stationer, hamnar och vägar. Hans energiska arbeten skaffade honom av invånarna namnet "Bula Matari" (stenbrytaren). Denna pionjärverksamhet har han skildrat i The Congo and the founding of its free state. Han deltog i Kongokonferensen i Berlin 1884–1885, där den oberoende Kongostaten bildades. År 1887 företog han uppför Kongofloden undsättningsexpeditionen till Emin pascha, skildrad i In darkest Africa or the quest, rescue and retreat of Emin, governor of Equatoria. 

## Senare levnad
I London blev Stanley adlad och gifte sig 1890, återupptogs 1892 som brittisk undersåte och var parlamentsledamot från 1895 till 1900. Sina sista år tillbragte han i tillbakadragenhet på  en inköpt liten egendom i Surrey. 

## Omdömen
Stanley blev en omstridd person på grund av det sätt som  expeditionerna genomfördes på, ofta med förlust av människoliv som följd. Som resande var han utomordentligt djärv och hänsynslös och ägde en energi som inte kände några hinder. I Kongo visade han stor administrativ förmåga och opartiskhet.